# Sensei Combate
O Sensei Combate foi um programa semanal transmitido pelo SporTV, aos sábados, que abordaba o universo das artes marciais, com notícias, informações de bastidores, entrevistas e competições. Com mais de 250 edições, esteve no ar de 2009 até 2019.
Sensei, do japonês 先生, professor (Literalmente: "aquele que veio antes"). Expressão amplamente usada por alunos de artes marciais quando se referem ao seu mestre.
O programa foi criado pelos jornalistas Ana Hissa e Mario Filho. Foi apresentado pelo judoca medalhista olímpico Flavio Canto e teve participações recorrentes de Kyra Gracie, pentacampeã mundial de jiu-jitsu e comentarista de MMA para o SporTV.
Nos sábados com edições especiais do UFC, o programa era exibido ao vivo.
Em 2018, o programa passou a ser ao vivo, nas noites de sexta, depois do Troca de Passes, com transmissão simultânea pelo canal Combate. Em 2019, o programa foi extinto.
Keiko Fukuda
Em 2013, o Sensei exibiu uma entrevista com Keiko Fukuda, a última discípula de Jigoro Kano. Gravada em San Francisco, na Califórnia, por Rodrigo Albornoz, esta foi a única entrevista concedida pela shihan japonesa a uma emissora de TV brasileira. A edição especial teve narração do ator e faixa-marrom de judô Milton Gonçalves.
Séries
Entre as séries mais marcantes, estão "Nem Aqui, Só na China", do repórter Edgar Alencar, sobre a trajetória dos estilos de artes marciais no país mais populoso do mundo; e “Kodokan – O Caminho do Judô”, gravada no Japão pelo correspondente Tiago Maranhão, com sobre a história do esporte.
Novos quadros 2014
A partir de 2014, o Sensei passou a investir em novos quadros. Em Rivais, a estreia trouxe Eugenio Tadeu e Wallid Ismail recordando O Grande Desafio, de 1991 - também conhecido como Desafio - Jiu Jitsu vs Luta Livre. O evento foi transmitido pela TV Globo e marcou a rixa entre lutadores de jiu-jitsu e luta livre. Senseilogia também estreou em 2014. O quadro traz uma visão científica sobre os esportes de luta. Outros quadros são: Mancha no Cartel, com lutadores que derrotaram grandes campeões, e Repassando a Guarda, que traz os arquivos do Passando a Guarda, primeiro programa do Brasil sobre o MMA.
Não Brigue, Lute
Uma das campanhas de maior sucesso do programa é o quadro "Não Brigue, Lute", em que artistas, atores, cantores e famosos fãs de lutas participam com mensagens contra a violência com o propósito de pôr fim de vez a conotação negativa que existe sobre o esporte e à figura do lutador. Pelo "Não Brigue, Lute" passaram os atores Wagner Moura e Luigi Baricelli e a cantora Cláudia Leite, o ídolo do esporte Pelé, entre muitos outros.
Mudança de Nome
Em 07 de março de 2015, o nome do programa é mudado e passa a virar Sensei Combate, com novo cenário e novos quadros, mas mantendo a mesma ideologia do seu antecessor.

## Apresentador
- Ana Hissa
- Flavio Canto

## Equipe
- Ana Hissa
- Luiz Christiano Nunes
- Michel Siqueira
- Daniel Milazzo
- Alexandre Fernandes
- Bárbara Alves
- Fernanda Prates
- Thiago Celes
- Rodolpho Teixeira